# Distinção tipo-espécime

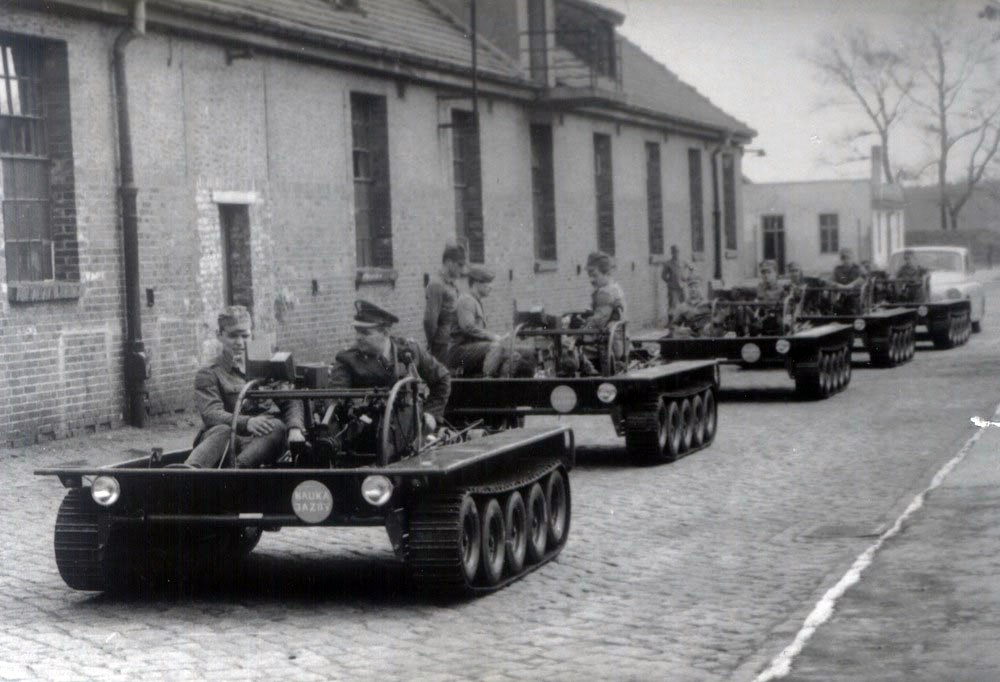
Apesar de serem o mesmo tipo de veiculo, cada um deles é um espécime diferente

Em disciplinas como a filosofia ou a representação de conhecimento, a distinção tipo-espécime (do inglês, type-token, token = espécime/instância) é uma distinção que separa um conceito abstrato dos objectos que são instâncias particulares do conceito. Por exemplo, a bicicleta particular numa garagem é um espécime do tipo de coisa chamada "a bicicleta". Enquanto que a bicicleta na garagem existe num lugar particular, num determinado tempo, o mesmo não é verdade para "a bicicleta" tal como é usada na frase "a bicicleta têm-se tornado mais popular nos nossos tempos". Ela é utilizada em disciplinas como a lógica, a linguística, a metalógica, a tipografia, e a programação de computadores para esclarecer o significado das palavras. Na lógica, a distinção é usada para clarificar o significado de símbolos em linguagem formal.
Os tipos são compreendidos muitas vezes, de maneira ontológica, como sendo objectos abstratos. Não existem em nenhum lugar em particular porque não são objectos físicos. Um tipo pode ter inúmeros espécimes. No entanto, os tipos não são directamente produzíveis. Pode-se, por exemplo, mostrar a alguém uma bicicleta que esteja numa garagem, mas não se pode mostrar a alguém "a bicicleta". Os espécimes existem sempre num lugar e tempo particular e podem ser mostrados como sendo objectos físicos concretos.
A frase "eles dirigirem o mesmo carro" é ambígua. Eles dirigem o mesmo tipo de carro (mesmo modelo) ou a mesma instância de um tipo de automóvel (um único veículo)? A clareza nos obriga a distinguir palavras que representam tipos abstratos de palavras que representam objetos que incorporam ou exemplificam tipos. A distinção tipo-espécime separa tipos (representando um resumo descritivo de conceitos) a partir de espécimes (que representam objetos que instanciam conceitos).
Por exemplo: "bicicleta" é um tipo que representa o conceito de uma bicicleta; considerando que "a minha bicicleta" é o espécime que representa um objeto que é instancia desse tipo. Na frase "a bicicleta está se tornando mais popular", a palavra "bicicleta" é um tipo que representa um conceito; considerando que na frase "a bicicleta está na garagem", a palavra "bicicleta" é um espécime que representa um objeto em particular.
(A distinção em programação de computadores, entre classes e objetos está relacionado, embora, nesse contexto, "classe", por vezes, refere-se a um conjunto de objetos (com nível de classe ou atributo de operações), ao invés de incluir uma descrição de um objeto em conjunto.)
O tipo das palavras, conceito, propriedade, qualidade, funcionalidade e atributo (todos usados para descrever as coisas) tendem a ser utilizado com verbos diferentes. i.e.: Suponha que uma roseira é definida como uma planta que é "espinhosa", "florida" e "espessa". Você pode dizer que uma roseira instancia esses três tipos, ou incorpora estes três conceitos, ou apresenta essas três propriedades, ou possui essas três qualidades, características ou atributos.
Tipos de propriedade (i.e. "altura em metros" ou "espinhosa") são muitas vezes entendido ontologicamente como conceitos. Instâncias de propriedade (i.e. altura = 1.74) às vezes são entendidos como valores medidos, e, por vezes, entendida como sensações ou observações da realidade.
Alguns dizem que tipos existem em descrições de objetos, mas não tangíveis, objetos palpáveis. Eles dizem que pode-se mostrar a alguém uma determinada bicicleta, mas não se pode mostrar a alguém o tipo "bicicleta", como em "a bicicleta é popular.". No entanto tipos existem no sentido de que eles aparecem em modelos imaginários.  
Alguns dizem que os espécimes representam objetos que são tangíveis, que existem no tempo e no espaço físico de matéria e/ou energia. No entanto, os espécimes podem representar objetos intangíveis de tipos como "pensamento", "jogo de tênis", "governo" e "ato de bondade".  

## Ocorrências
Há uma distinção intimamente ligada com a distinção tipo-espécime. Esta distinção é a distinção entre um objeto, ou um tipo de objeto, e uma ocorrência do mesmo. Neste sentido, uma ocorrência não é necessariamente um espécime. Considerando a frase: "Uma rosa é uma rosa é uma rosa". Podemos corretamente afirmar que há oito ou três palavras na frase. Há, na verdade, três tipos de palavras na frase: "rosa", "é" e "uma". Há oito palavras espécime em uma linha. A linha em si é um tipo. Não existem oito tipos de palavras na linha. Ele contém (como indicado) apenas os três tipos de palavras, 'uma', 'é' e 'rosa', cada um dos quais é o único. Então, o que podemos chamar o que são oito? Eles são ocorrências de palavras. Há três ocorrências da palavra tipo "uma", duas de " é " e três de 'rosa'.  
A necessidade de distinguir os espécime de tipos de ocorrências surge, não apenas linguística, mas sempre que tipos de coisas que possuem ambiguidade ocorrem. A reflexão sobre o caso simples de ocorrências de numerais é muitas vezes útil.

## Tipografia
Na  tipografia, a distinção tipo-espécime é usado para determinar a presença de um texto impresso por tipos móveis:
Os critérios de definição que uma impressão tipográfica tem de cumprir é o da identidade de tipo das várias formas de letra que compõem o texto impresso. Em outras palavras: cada formulário de letra que aparece no texto tem de ser mostrado como uma instância particular ("símbolo") de um mesmo tipo que contém uma imagem inversa da letra impressa.

## Charles Sanders Peirce
Há apenas 26 letras no alfabeto inglês e ainda há mais de 26 letras nesta frase. Além disso, cada vez que uma criança escreve o alfabeto 26 novas letras são criadas.
A palavra 'letras' foi usado três vezes no parágrafo acima, de cada vez, em um significado diferente. A palavra "letras" é uma das muitas palavras que possuem "ambiguidade". Esta seção remove a ambiguidade de "letras" separando os três sentidos usando terminologia padrão na lógica de hoje. A chave da distinção foi feita pela primeira vez pelo norte-americano lógico-filósofo Charles Sanders Peirce, em 1906, usando uma terminologia que ele mesmo estabeleceu..
As letras que são criados pela escrita são objetos físicos que podem ser destruídos por vários meios: estes são letra de TOKENS ou carta de INSCRIÇÕES. As 26 letras do alfabeto são TIPOS de letras ou FORMAS de letras.
A distinção tipo-espécime de Peirce's, também se aplica a palavras, frases, parágrafos, e assim por diante: a qualquer coisa num universo de discurso da teoria da corda de caracteres ou teoria da concatenação.
Alguns lógicos consideram um tipo de palavra como a classe de seus espécimes. Outros lógicos contestam que o tipo de palavra tem uma permanência e constância não encontrada na classe de seus espécimes. O tipo permanece o mesmo enquanto a classe de seus espécimes está continuamente ganhando novos membros e perdendo membros antigos.
A palavra tipo 'letter' usa apenas quatro tipos de letras: l, e, t, r. No entanto, usa e duas vezes e t duas vezes. Na terminologia padrão, a palavra tipo 'letter' tem seis OCORRÊNCIAS de letra e o tipo de letra e OCORRE duas vezes na palavra tipo 'letter'. Sempre que um tipo de palavra é inscrito, o número de espécimes de letras criado é igual ao número de ocorrências de letra no tipo de palavra.
As palavras originais de Peirce são as seguintes. "Um modo comum de estimar a quantidade de matéria em um ... livro impresso é contar o número de palavras. Haverá geralmente cerca de vinte 'um/umas' em uma página, e, claro, eles contam como vinte palavras. Em outro sentido da palavra "word", no entanto, há apenas uma letra "o" na língua inglesa; E é impossível que esta palavra se encontre visivelmente em uma página, ou seja ouvida em qualquer voz ... Tais ... Forma, eu proponho a um termo.. Um Único ... Objeto ... como esta ou aquela palavra em uma única linha de uma única página de uma única cópia de um livro, eu arrisco a chamar de Token. .... Para que um Tipo possa ser usado, ele tem de ser incorporado em um Token que será um sinal do Tipo e, portanto, do objeto que o Tipo significa." – Peirce 1906, Ogden-Richards, 1923, 280-1.
Estas distinções são sutis, mas sólidas e fáceis de dominar. A reflexão sobre o caso simples de ocorrências de numerais é muitas vezes útil. Esta seção termina usando a nova terminologia para desambiguar o primeiro parágrafo.